# CD134
عضو ۴ ابرخانوادهٔ گیرندهٔ فاکتور نکروز تومور (انگلیسی: Tumor necrosis factor receptor superfamily, member 4) یا به‌اختصار «TNFRSF4» که با نام‌های «CD134» و «گیرندهٔ OX40» هم شناخته می‌شود، یک پروتئین و یکی از اعضای ابرخانواده گیرنده‌های فاکتور نکروز تومور است که برخلافِ CD28، اصولاً و به‌طور ذاتی بر روی لنفوسیت‌های تی ساده و غیرفعال بیان نمی‌شود. در واقع این پروتئین، یک مولکول کمک‌کننده تحریکی ثانویه در سیستم تنظیم‌کنندهٔ دستگاه ایمنی است که ۲۴ تا ۷۲ ساعت پس از فعال‌شدنِ لنفوسیت‌های تی بر سطح آن‌ها ظاهر می‌شود. لیگاندِ این پروتئین یعنی «CD252» نیز، بر سطح سلول‌های پردازنده آنتی‌ژن غیرفعال دیده نمی‌شود، بلکه فقط در انواع فعال‌شده یافت می‌شود. در نتیجه یادآوری مجدد این موضوع مهم است که برای بیانِ OX40، نیاز به فعال‌شدن لنفوسیت‌های تی هست و همچنین بدون حضورِ CD28، بیان آن به تأخیر افتاده و میزانش تا ۴ برابر کمتر از حالت عادی می‌شود.

## اهمیت بالینی
این پروتئین در شکل‌گیری پدیدهٔ «طوفان سیتوکین» در جریان برخی از عفونت‌های ویروسی از جمله آنفلوآنزای پرندگان H5N1 نقش دارد.

## دارو یا هدف دارویی
نوعی پادتن مصنوعی ضد OX40 موسوم به «OX40-Ig» سبب می‌شود تا این مولکول پروتئینی به گیرنده‌های لنفوسیت تی نرسد و در نتیجه این سلول‌های ایمنی تحریک و فعال نشوند. این موضوع در درمان عارضهٔ «طوفان سیتوکین» در جریانِ درمانِ برخی عفونت‌های ویروسی اهمیت دارد.
یک پادتن دیگر OX40 موسوم به «GSK3174998»، وارد مرحلهٔ کارآزمایی بالینی در درمان سرطان شده‌است.

## واکنش‌های شیمیایی
مولکول CD134 با پروتئین‌های TRAF2 و TRAF5 در تعامل پروتئین-پروتئین است.

## بیشتر بخوانید
- So T, Salek-Ardakani S, Nakano H, Ware CF, Croft M (April 2004). "TNF receptor-associated factor 5 limits the induction of Th2 immune responses". Journal of Immunology. 172 (7): 4292–7. doi:10.4049/jimmunol.172.7.4292. PMID 15034043.
- Song J, Salek-Ardakani S, Rogers PR, Cheng M, Van Parijs L, Croft M (February 2004). "The costimulation-regulated duration of PKB activation controls T cell longevity". Nature Immunology. 5 (2): 150–8. doi:10.1038/ni1030. PMID 14730361.
- Song J, So T, Cheng M, Tang X, Croft M (May 2005). "Sustained survivin expression from OX40 costimulatory signals drives T cell clonal expansion". Immunity. 22 (5): 621–31. doi:10.1016/j.immuni.2005.03.012. PMID 15894279.
- Croft M (August 2003). "Co-stimulatory members of the TNFR family: keys to effective T-cell immunity?". Nature Reviews. Immunology. 3 (8): 609–20. doi:10.1038/nri1148. PMID 12974476.
- Rogers PR, Song J, Gramaglia I, Killeen N, Croft M (September 2001). "OX40 promotes Bcl-xL and Bcl-2 expression and is essential for long-term survival of CD4 T cells". Immunity. 15 (3): 445–55. doi:10.1016/S1074-7613(01)00191-1. PMID 11567634.
- Watts TH (2005). "TNF/TNFR family members in costimulation of T cell responses". Annual Review of Immunology. 23: 23–68. doi:10.1146/annurev.immunol.23.021704.115839. PMID 15771565.